# Demografie Perus

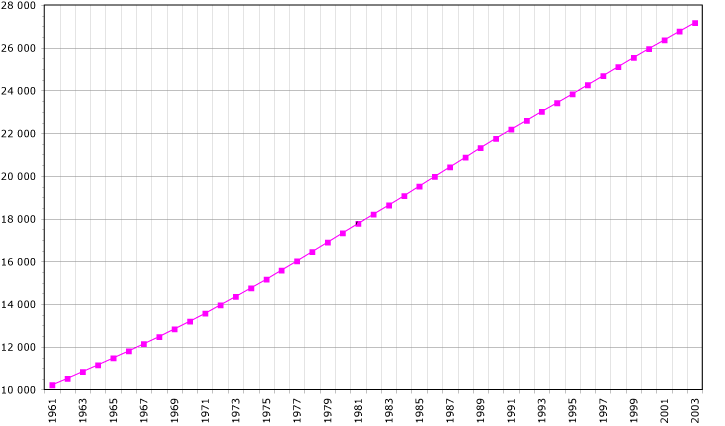
Bevölkerungsentwicklung in Peru 1961-2003

Laut der 10. Volkszählung des Inei lebten im Jahre 2005 27.219.264 Personen innerhalb des peruanischen Staatsgebietes. Dies entspricht einer durchschnittlichen Bevölkerungsdichte von 21,1 Einwohnern pro km², die Wachstumsrate wird mit 1,4 Prozent pro Jahr angegeben. Die Bevölkerung Perus ist sehr unterschiedlich verteilt. Im Bereich der Küste (Costa) leben rund 52,1 % der peruanischen Bevölkerung, in der Andenregion 36,9 % und im Amazonasbecken 11 %.
Ungefähr drei Viertel der Gesamtbevölkerung (72,3 %) lebt in Städten, ein Viertel (27,7) auf dem Land. Durch die anhaltende Landflucht wird davon ausgegangen, dass der Anteil der Stadtbewohner in den nächsten Jahren noch anwachsen wird.

## Städte
Die bevölkerungsreichsten Städte Perus befinden sich an der Pazifikküste, so z. B. Lima, Callao, Trujillo, Piura und Chimbote. In den Anden stechen besonders die Städte Arequipa, die zweitgrößte Stadt Perus, Cajamarca, Ayacucho, Huancayo und Cusco hervor. Im Amazonasbecken sind Iquitos, Pucallpa und Tarapoto zu erwähnen. Außer Chimbote sind alle dieser Städte auch Regionalhauptstädte.

## Sprachen
Die am meisten verbreitete Sprache in Peru ist Spanisch, das ca. 84 % der Bevölkerung als Muttersprache sprechen. Außerdem gibt es zahlreiche indigene Sprachen, von welchen das Quechua und das Aymara die verbreitetsten sind. An einigen Orten haben Einwanderer die Sprache ihres jeweiligen Herkunftslandes bewahrt, so z. B. Deutsch im Departamento Pasco oder Italienisch im Departamento Junín. Die Anzahl der Sprecher dieser Sprachen in Peru ist aber minimal.

## Religion
Die große Mehrheit der peruanischen Bevölkerung ist christlich und man kann eine große Vielfalt an religiösen Festen und Ritualen beobachten, die zum größten Teil auf die katholische Tradition der spanischen Kolonialherren zurückgehen, aber es gibt auch viele Elemente vorkolombinischer Kulturen. Rund 89 % der Bevölkerung ist katholisch, rund 7 % gehört protestantischen Kirchen und 6 % anderen Religionen an.

## Emigration
Schätzungen nach gab es 1980 ungefähr 1,2 Millionen Peruaner, die außerhalb des Landes leben. Zwischen 1980 und dem Jahr 2000 emigrierten weitere 2,2 Millionen Peruaner. 90 % von ihnen gingen in die Vereinigten Staaten, Spanien, Venezuela, Argentinien, Chile, Italien und Japan.

## Zählungen
- 1. Volkszählung unter Präsident Andrés de Santa Cruz, 1836 (1.873.736 Einwohner)
- 2. Volkszählung unter Präsident Ramón Castilla, 1850 (2.001.203 Einwohner)

Die Ergebnisse der ersten Zählungen waren allerdings sehr ungenau, da sie neben technischen Beschränkungen von politischer und ökonomischer Instabilität beeinflusst waren. Sie wurden in kolonialer Tradition ausgeführt und dienten hauptsächlich dazu, das Steueraufkommen zu schätzen.
- 3. Volkszählung unter der zweiten Amtszeit von Mariscal Ramón Castilla, 1862 (2.487.961 Einwohner). Diese Zählung hatte aber in erster Linie das Ziel, die Wählerlisten zu aktualisieren, und erst nachträglich wurden die Daten statistisch ausgewertet.
- 4. Volkszählung unter Manuel Prado, 28. Mai 1876 (2.699.105 Einwohner).

Einigen Zählern wurde vorgeworfen, unorganisiert vorgegangen zu sein, Orte ausgelassen und überhastet gezählt zu haben.
Aus ökonomischen Gründen konnte die nächste Zählung erst 64 Jahre später durchgeführt werden:
- 5. Volkszählung unter Dr. Manuel Prado Ugarteche, 1940 (7.023.111 Einwohner)

Im Jahre 1960 beschließt der Kongress einen Rhythmus von 10 Jahren für künftige Volkszählungen.
- 6. Volkszählung, 1. Wohnhauszählung und 1. Landwirtschaftserhebung, 1961 (10.420.357 Einwohner, 1.985.859 Wohnhäuser).
- 7. Volkszählung und 2. Wohnhauszählung, 4. Juni 1972 (14.121.564 Einwohner, 3.014.844 Wohnhäuser)
- 8. Volkszählung und 3. Wohnhauszählung, 12. Juli 1981 (17.762.231 Einwohner, 3.651.976 Wohnhäuser)
- 9. Volkszählung und 4. Zählung von Wohnhäusern, 1993 (22.639.443 Einwohner, 5.099.592 Wohnhäuser)
- 10. Volkszählung und 5. Zählung von Wohnhäusern, 2005
- 11. Volkszählung und 6. Zählung von Wohnhäusern, 2007
- 12. Volkszählung und 7. Zählung von Wohnhäusern, 2017